# 塞雷洪
塞雷洪，是西班牙埃斯特雷马杜拉卡塞雷斯省的一个市镇。总面积124平方公里，2001年普查人口總數為491人，人口密度為每平方公里4人。